# Ischaemum eberhardtii
Ischaemum eberhardtii är en gräsart som beskrevs av Aimée Antoinette Camus. Ischaemum eberhardtii ingår i släktet Ischaemum och familjen gräs. Inga underarter finns listade i Catalogue of Life.